# Made in Germany 1995-2011
Made in Germany 1995-2011 es el primer álbum recopilatorio de la banda de metal industrial alemana Rammstein. Salió a la venta el 2 de diciembre en Alemania, Austria y Suiza, y el 5 de diciembre en el resto del mundo. Se trata de una recopilación de sus quince mejores canciones, más una canción inédita. La versión Super Deluxe va acompañada por 3 DVD con vídeos musicales del grupo.

## Lista de canciones
| N.º | Título              | Álbum                     | Duración |  |
| 1.  | «Engel»             | Sehnsucht                 | 4:24     |  |
| 2.  | «Links 2 3 4»       | Mutter                    | 3:42     |  |
| 3.  | «Keine Lust»        | Reise, Reise              | 3:42     |  |
| 4.  | «Mein Teil»         | Reise, Reise              | 4:22     |  |
| 5.  | «Du hast»           | Sehnsucht                 | 3:55     |  |
| 6.  | «Du riechst so gut» | Herzeleid                 | 4:50     |  |
| 7.  | «Ich will»          | Mutter                    | 3:37     |  |
| 8.  | «Mein Herz Brennt»  | Mutter                    | 4:39     |  |
| 9.  | «Mutter»            | Mutter                    | 4:28     |  |
| 10. | «Pussy»             | Liebe ist für alle da     | 3:48     |  |
| 11. | «Rosenrot»          | Rosenrot                  | 3:54     |  |
| 12. | «Haifisch»          | Liebe ist Für Alle da     | 3:45     |  |
| 13. | «Amerika»           | Reise, Reise              | 3:40     |  |
| 14. | «Sonne»             | Mutter                    | 4:32     |  |
| 15. | «Ohne dich»         | Reise, Reise              | 4:32     |  |
| 16. | «Mein Land»         | Made in Germany 1995–2011 | 4:37     |  |

| Best of Remixes |                                               |          |  |
| N.º             | Título                                        | Duración |  |
| 1.              | «Du Riechst So Gut '98» (Faith No More Remix) | 1:58     |  |
| 2.              | «Du Hast» (Jacob Hellner Remix)               | 6:44     |  |
| 3.              | «Stripped» (Johan Edlund of Tiamat Remix)     | 4:18     |  |
| 4.              | «Sonne» (Clawfinger Remix)                    | 4:11     |  |
| 5.              | «Links 2 3 4» (WestBam Remix)                 | 5:58     |  |
| 6.              | «Mutter» (Sono Remix)                         | 7:22     |  |
| 7.              | «Feuer frei!» (Junkie XL Remix)               | 4:10     |  |
| 8.              | «Mein Teil» (Pet Shop Boys Remix)             | 4:07     |  |
| 9.              | «Amerika» (Olsen Involtini of Emigrate Remix) | 3:15     |  |
| 10.             | «Ohne Dich» (Laibach Remix)                   | 4:09     |  |
| 11.             | «Keine Lust» (Black Strobe Remix)             | 7:08     |  |
| 12.             | «Benzin» (Meshuggah Remix)                    | 5:05     |  |
| 13.             | «Rosenrot» (Northern Lite Remix)              | 4:45     |  |
| 14.             | «Pussy» (Scooter Remix)                       | 4:54     |  |
| 15.             | «Rammlied» (Devin Townsend Remix)             | 5:09     |  |
| 16.             | «Ich tu Dir Weh» (Fukkk Offf Remix)           | 6:07     |  |
| 17.             | «Haifisch» (Hurts Remix)                      | 3:45     |  |

| DVD 1 |                                         |                       |          |  |
| N.º   | Título                                  | Álbum                 | Duración |  |
| 1.    | «Du riechst so gut» (Vídeo musical)     | Herzeleid             |          |  |
| 2.    | «Du riechst so gut» (Making Of)         |                       |          |  |
| 3.    | «Seemann» (Vídeo musical)               | Herzeleid             |          |  |
| 4.    | «Seemann» (Making Of)                   |                       |          |  |
| 5.    | «Rammstein» (Vídeo musical)             | Herzeleid             |          |  |
| 6.    | «Rammstein» (Making Of)                 |                       |          |  |
| 7.    | «Engel» (Vídeo musical)                 | Sehnsucht             |          |  |
| 8.    | «Engel» (Making Of)                     |                       |          |  |
| 9.    | «Du hast» (Vídeo musical)               | Sehnsucht             |          |  |
| 10.   | «Du Hast» (Making Of)                   |                       |          |  |
| 11.   | «Du riechst so gut '98» (Vídeo musical) | Du riechst so gut '98 |          |  |
| 12.   | «Du riechst so gut '98» (Making Of)     |                       |          |  |
| 13.   | «Stripped» (Vídeo musical)              | For the Masses        |          |  |
| 14.   | «Stripped» (Making Of)                  |                       |          |  |

| DVD 2 |                               |              |          |  |
| N.º   | Título                        | Álbum        | Duración |  |
| 1.    | «Sonne» (Vídeo musical)       | Mutter       |          |  |
| 2.    | «Sonne» (Making Of)           |              |          |  |
| 3.    | «Links 2 3 4» (Vídeo musical) | Mutter       |          |  |
| 4.    | «Links 2 3 4» (Making Of)     |              |          |  |
| 5.    | «Ich will» (Vídeo musical)    | Mutter       |          |  |
| 6.    | «Ich will» (Making Of)        |              |          |  |
| 7.    | «Mutter» (Vídeo musical)      | Mutter       |          |  |
| 8.    | «Mutter» (Making Of)          |              |          |  |
| 9.    | «Feuer frei!» (Vídeo musical) | Mutter       |          |  |
| 10.   | «Feuer frei!» (Making Of)     |              |          |  |
| 11.   | «Mein Teil» (Vídeo musical)   | Reise, Reise |          |  |
| 12.   | «Mein Teil» (Making Of)       |              |          |  |
| 13.   | «Amerika» (Vídeo musical)     | Reise, Reise |          |  |
| 14.   | «Amerika» (Making Of)         |              |          |  |
| 15.   | «Ohne dich» (Vídeo musical)   | Reise, Reise |          |  |
| 16.   | «Ohne dich» (Making Of)       |              |          |  |
| 17.   | «Keine Lust» (Vídeo musical)  | Reise, Reise |          |  |
| 18.   | «Keine Lust» (Making Of)      |              |          |  |

| DVD 3 |                                   |                           |          |  |
| N.º   | Título                            | Álbum                     | Duración |  |
| 1.    | «Benzin» (Vídeo musical)          | Rosenrot                  |          |  |
| 2.    | «Benzin» (Making Of)              |                           |          |  |
| 3.    | «Rosenrot» (Vídeo musical)        | Rosenrot                  |          |  |
| 4.    | «Rosenrot» (Making Of)            |                           |          |  |
| 5.    | «Mann gegen Mann» (Vídeo musical) | Rosenrot                  |          |  |
| 6.    | «Mann gegen Mann» (Making Of)     |                           |          |  |
| 7.    | «Pussy» (Vídeo musical)           | Liebe ist für alle da     |          |  |
| 8.    | «Pussy» (Making Of)               |                           |          |  |
| 9.    | «Ich tu dir weh» (Vídeo musical)  | Liebe ist für alle da     |          |  |
| 10.   | «Ich tu dir weh» (Making Of)      |                           |          |  |
| 11.   | «Haifisch» (Vídeo musical)        | Liebe ist für alle da     |          |  |
| 12.   | «Haifisch» (Making Of)            |                           |          |  |
| 13.   | «Mein Land» (Vídeo musical)       | Made in Germany 1995-2011 |          |  |
| 14.   | «Mein Land» (Making Of)           |                           |          |  |

## Promoción
Rammstein organizó un concurso en el que los fans de su página Lifad Community tenían que ingresar un video tributo hecho por ellos mismos y ganarían boletos gratis para ir a verlos en Berlín.
También habían anunciado en su página oficial que habría 3 conciertos de prueba para probar su nuevo escenario. Los boletos para los dos primeros conciertos se rifarían entre los que estén suscritos en su otra página LIFAD.org desde hace un año, después para los demás. Esto se llevó a cabo los días 27, 29 y 31 de octubre de 2011

## Lista de canciones en el tour
- Herzeleid: Wollt Ihr Das Bett In Flammen Sehen?, Asche zu Asche y Du Riechst So Gut.
- Sehnsucht: Sehnsucht, Engel (Solo en 2011 y 2012), Du Hast y Bück Dich.
- Mutter: Mein Herz Brennt, Links 2 3 4, Sonne, Ich will, Feuer frei! y  Mutter (Solo en 2011 y 2012).
- Reise, Reise: Mein Teil, Keine Lust, Amerika (Solo en 2011 y 2012) Ohne Dich y Moskau (Solo en Rusia).
- Rosenrot: Mann gegen Mann y Benzin (Reemplanzado a Mann Gegen Mann).
- Liebe ist für alle da: Pussy, Haifisch, Ich tu dir weh (Reemplazando a Haifisch), Wiener Blut (Reemplazando a Mutter) y Frühling In Paris (Solo en Francia).
- Otros: Mein Land (Solo tocada en el Black Box), Bayern Des Samma Mia (Solo tocado en un concierto de  Estados Unidos) y Mein Herz Brennt (Piano Version) (Solo en 2013).

## Curiosidades
- En un portal de Internet en Portugal se rumoraba que el disco se llamaría "German Liedgut", obviamente fue falso.
- El 5 de diciembre del 2011 se dio la noticia que el álbum edición "Super Deluxe" tuvieron fallos de fábrica por lo cual la gente notificará a la Universal Music sobre los defectos que hay para reemplazarlos. Estas notificaciones se debían hacer antes del 15 de marzo del 2012.
- La canción con el cambio más notable es "Sonne", ya que se reproduce como se interpreta en vivo (quitando la voz de la 3a. estrofa) y no termina igual, después del último estribillo se escucha instantáneamente la voz de Till Lindemann diciendo "¡Aus!" (¡Fuera!). Otra de las canciones con cambios es "Mein Teil", ya que a ésta se le agregó al principio como intro tal como inicia en sus interpretaciones en vivo.
- La banda nuevamente se metió en problemas por el tema Bück Dich del álbum Sehnsucht por mostrar "eventos sexuales" durante los conciertos en Rusia, que se suscitaron dentro del Made in Germany Tour. Como consecuencia, fueron demandados.